# Янис Ксенакис
Янис Ксенакис (на гръцки: Ιάννης Ξενάκης) е френски музикант, музикален теоретик и архитект от румънско-гръцки произход, смятан от мнозина за един от най-важните авангардни композитори в периода след Втората световна война.
Той е сред пионерите в използването на математически модели в музиката, като напр. приложенията на теорията на множествата, различна употреба на случайните процеси, теорията на игрите и т.н. Той също така има голям принос за развитието на електронната музика.
Някои от най-важните произведения на Ксенакис са:
- Metastaseis (1953 – 54) за оркестър, който въвежда независими партии за всеки оркестрант;
- Psappha (1975) и Pléïades (1979) за перкусии;
- Terretektorh (1966) и други, които разширяват пространството като разпръскват музикантите сред аудиторията;
- електронни произведения, които създава със своята система UPIC;
- обемни мултимедийни изпълнения, които самият той нарича политопи.

Сред теоретичните трудове, които пише, един от най-значимите е „Формализирана музика: Мисъл и математика в композирането“. Като архитект е предимно известен със сътрудничеството си с Льо Корбюзие в проектирането на приората Сент Мари дьо ла Турет и на павилиона на Филипс на Световното изложение през 1958.